# Martina Mattick-Stiller
Martina Mattick-Stiller (* 1967 in Frankfurt am Main) ist eine deutsche Fernsehjournalistin und Redakteurin beim ZDF. Sie ist zudem als Persönlichkeitstrainerin und als Rednerin selbstständig.

## Biografie
Nach dem Studium der Publizistikwissenschaft, Kunstgeschichte und Komparatistik an der Johannes Gutenberg-Universität Mainz begann sie 1993 als Kulturredakteurin mit Schwerpunkt Musik beim ZDF. 1996 wurde sie festangestellt, ab 2011 war sie stellvertretende Leiterin der Subkoordinatorin Musik in den Programmen ZDFkultur und 3sat. Mattick-Stiller ist verantwortlich für Liveübertragungen von Kulturveranstaltungen sowie für nationale und internationale Aufzeichnungen im Gala-, Opern- und Konzertbereich (Klassik und Rock-Pop). Seit 2015 ist sie schwerpunktmäßig als Redakteurin und Autorin für 3sat-Kulturzeit im Einsatz.
Mattick-Stiller hält Vorträge und Seminare zu Themen aus dem Medien- und Kulturgeschehen. Außerdem ist sie Autorin und Regisseurin von Dokumentarfilmen, ausgestrahlt bei 3sat. 

## Filmografie (Auswahl)
- 1996: Faszination Musical, 60 Minuten
- 1997: Schloß Rheinsberg, 45 Minuten
- 1998: Zum 100. Todestag von Theodor Fontane, 45 Minuten
- 2000: Jahrtausendwende Rheinsberg Ein Schlosstheater erwacht zu neuem Leben, 45 Minuten
- 2001: 50. Händel-Festspiele Halle, 45 Minuten
- 2003: Frauen im Frack – Die Eroberung des Dirigentenpults, 45 Minuten
- 2005: Richard-Strauss-Festival, 45 Minuten
- 2010: 20 Jahre Festspiele Mecklenburg-Vorpommern, 45 Minuten

## Mitgliedschaften (Auswahl)
- Rotary Club Mainz (Präsidentin 2013/2014)
- Academie für Führungskräfte Kloster Eberbach